# Lucila Izquierdo
Lucila Izquierdo Rocha es una química española, ha destacado como investigadora, gestora y divulgadora en el ámbito de la energía nuclear, siendo una de las primeras mujeres en ocupar puestos de liderazgo en instituciones científicas y empresariales relacionadas con este campo. En 2024, recibió la Medalla de la Sociedad Nuclear Española (SNE).

## Trayectoria
Izquierdo se licenció en Ciencias Químicas y se diplomó en Ingeniería Nuclear. En 1966, recibió una beca de la Fundación Juan March, que le permitió desarrollar una investigación sobre la purificación del agua de un reactor nuclear, marcando el inicio de su trayectoria en el ámbito científico. Al año siguiente, en 1967, ingresó en la antigua Junta de Energía Nuclear (JEN).
Durante más de cuatro décadas, trabajó en el Centro de Investigaciones Energéticas, Medioambientales y Tecnológicas (CIEMAT), donde desempeñó diversos roles, entre ellos, investigadora en la unidad de “Análisis de sistemas energéticos”, directora del Instituto de Estudios de la Energía y secretaria general de Relaciones Institucionales. Sus trabajos de investigación se centran principalmente en las áreas de seguridad nuclear y protección radiológica, publicando un amplio número de trabajos científicos y participando en numerosos paneles de expertos relacionados con este campo.
Izquierdo también fue consejera de la Empresa Nacional de Residuos Radiactivos (ENRESA) y, entre 2001 y 2003, se convirtió en la primera mujer presidenta de la Sociedad Nuclear Española (SNE), rompiendo barreras en un sector históricamente dominado por hombres. Posteriormente, también fue miembro de la Asociación Española de Mujeres de la Energía (AEMENER), además de ocupar otros puestos como el de Directora del Instituto de Estudios de la Energía (IDAE) y Subdirectora general de la Secretaría General de Relaciones Externas e Institucionales.
Además, ha contribuido al ámbito de la seguridad nuclear y la protección radiológica como docente, impartiendo cursos y conferencias, y es autora de numerosos trabajos de investigación. Su experiencia también la llevó a colaborar con la ONG Energía sin Fronteras (EsF), donde comenzó como voluntaria en 2004, donde fue Presidenta de la Junta Directiva entre 2004 y 2019, y fue responsable del grupo de Estudios del Área de Estrategia y Comunicación.

## Reconocimientos
En 1966, Lucila Izquierdo Rocha obtuvo una beca de la Fundación Juan March para desarrollar una investigación sobre la purificación del agua de un reactor nuclear. Posteriormente, en 1992, la revista Vogue la reconoció como una de las 30 mujeres más influyentes de España, destacando su papel pionero y su impacto en el sector de la energía.
Aunque se jubiló en 2012, en 2024, recibió la Medalla de la Sociedad Nuclear Española por su dedicación, labor continuada y contribución a la SNE durante la ceremonia del 50ª reunión anual de la SNE.